# پشتیبان‌گیری و بازیابی
پشتیبان‌گیری و بازیابی (قبلاً مرکز پشتیبان‌گیری و بازیابی ویندوز) یکی از اجزای مایکروسافت ویندوز که از ویندوز ویستا به بعد در دسترس کابران قرار گرفته‌است. این کامیونت به کاربران امکان می‌دهد تا پشتیان‌گیری و در هنگام نیاز فایل پشتیبان خود را بازیابی کنند.

## انواع پشتیبان گیری
پشتیبان‌گیری داده‌ها گاهی با داده‌های آرشیو شده اشتباه گرفته می‌شود. در صورتی که این ۲ با هم متفاوت هستند.
پشتیبان‌گیری کپی دوم از داده است برای محافظت از داده ها. برعکس آرشیو ، داده اولیه است که به یک جایی که ارزان تر است (برای نگهداری) برای مدت طولانی نگهداری می‌شود.
برنامه‌های پشتیبان‌گیری خیلی وقت است که مدل‌های مختلفی را ارائه می‌دهند.

### پشتیبان گیری کامل Full Backup
ساده‌ترین و کامل‌ترین انواع پشتیبان‌گیری ، پشتیبان‌گیری کامل است.
همانند اسمی که دارد این نوع پشتیبان گیری از کل داده‌ها کپی میگیرد و در یک مدیا دیگر نگهداری می‌شود.  مثل CD  DVD ، نوار و … .
مزیت اصلی پشتیبان‌گیری کامل این است که تمام کپی‌ها از داده در مجموعه ای از مدیاها جمع می‌شود.
بازده این کار کمترین زمان بازگشت داده را دارد.
یکی از عیب‌های این نوع پشتیبان‌گیری این است که وقت بیشتری نسبت به بقیه میگیرد تا یک بار پشتیبان‌گیری کند و نیاز به حجم بیشتر است.